# Gymnopleurus latreillei
Gymnopleurus latreillei là một loài bọ cánh cứng trong họ Bọ hung (Scarabaeidae).